# ゲームの規則
『ゲームの規則』（原題・フランス語: La règle du jeu）は、1939年に公開されたジャン・ルノワール監督によるフランスのコメディ映画である。

## キャスト
- クリスティーヌ・ラ・シェネイ侯爵夫人：ノラ・グレゴール
- ロベール・ラ・シェネイ侯爵：マルセル・ダリオ
- リゼット：ポーレット・デュボスト
- ジュヌヴィエーヴ：ミラ・パレリ
- マルソー：ジュリアン・カレット
- アンドレ・ジュリユー：ローラン・トゥータン
- シュマシェール：ガストン・モド